# Karel Kovařovic (fotbalista)
Karel Kovařovic (15. srpna 1890 Praha-Malá Strana - ?), byl český fotbalista, záložník. Jeho bratrem byl fotbalista Alois Kovařovic.

## Fotbalová kariéra
Hrál v předligové éře za SK Smíchov, SK Viktoria Žižkov a SK Slavia Praha. Mistr Českého svazu fotbalového 1913. Vítěz Poháru dobročinnosti 1913, finalista 1909 a 1910. Amatérský mistr Evropy UIAFA 1911.